# Tribune Broadcasting

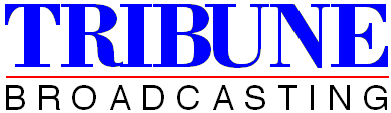
Logo von Tribune Broadcasting

Tribune Broadcasting Company, LLC war ein amerikanisches Medienunternehmen, das als Tochtergesellschaft von Tribune Media, einem Medienkonglomerat mit Sitz in Chicago, Illinois, tätig war. Die Gruppe war Eigentümerin und Betreiberin von Fernseh- und Radiosendern in den gesamten Vereinigten Staaten und besaß ganz oder teilweise Kabelfernsehen und nationale digitale Unterkanäle.

## Geschichte
Die Rundfunkabteilung der Tribune entstand im Juni 1924 mit dem Kauf des Radiosenders WDAP aus Chicago, Illinois, durch die Chicago Tribune. Die neuen Eigentümer änderten die Rufbuchstaben des Senders in WGN, um den Slogan der Tribune zu übernehmen: „World's Greatest Newspaper“, den die Tribune erstmals im Februar 1909 in einem Beitrag zum 100. Jahrestag der Geburt von Abraham Lincoln verwendete und der dann vom 29. August 1911 bis zum 31. Dezember 1976 als Motto der Zeitung diente. Am 13. September 1946 erteilte die Federal Communications Commission (FCC) der Tribune eine Lizenz für den Betrieb eines Fernsehsenders auf Kanal 9 in Chicago. Am 5. April 1948 meldete die Tribune einen Fernsehsender in Chicago an, WGN-TV, zunächst als Zweiganstalt von CBS und dem DuMont Television Network. Zwei Monate später gründete die damalige Schwesterzeitung der Tribune in New York City, die Daily News, ihren eigenen Fernsehsender, den unabhängigen WPIX. WGN-TV wurde 1956 zu einem unabhängigen Sender und entwickelte sich schließlich am 9. November 1978 zu einem bahnbrechenden nationalen Supersender, dessen Signal an Kabel- und Satellitenkunden in ganz Amerika angeschlossen wurde.